# 吉村昭
吉村 昭（よしむら あきら、1927年（昭和2年）5月1日 - 2006年（平成18年）7月31日）は、日本の小説家。
東京府北豊島郡日暮里に生まれ、学習院大学を中退。1966年（昭和41年）に『星への旅』で太宰治賞を受賞した。同年発表の『戦艦武蔵』で記録文学に新境地を拓き、同作品や『関東大震災』などにより、1973年に菊池寛賞を受賞した。現場、証言、史料を周到に取材し、緻密に構成した多彩な記録文学、歴史文学の長編作品を次々に発表した。日本芸術院会員。小説家津村節子の夫。

## 経歴

### 生い立ち
日暮里町大字谷中本（現在の東京都荒川区東日暮里）に生まれる。父吉村隆策、母きよじの八男。父は、百貨店や寝具店への卸売や、鉱山などに納入するふとん綿を製造する工場と綿糸紡績の工場の経営をしていた。昭が生まれたとき、吉村家の事業は順調に推移していた。家は平屋建てで物干台がついていた。住み込みの工員もいて、母は大家族の料理をあつらえた。
吉村家には文学的な雰囲気はなかったが、兄たちの中では三番目の兄英雄が、昭が中学校に入る頃から小説に興味を抱いたらしく芥川賞、直木賞受賞作の単行本などを買って読むようになった。

### 学生時代
日暮里町の東京市編入後の1934年（昭和9年）4月、東京市立第四日暮里尋常小学校へ入学。1940年（昭和15年）4月、私立東京開成中学校に入学した。在学中に、家庭教師（東京帝国大学法学部3年生）の指導で岩波文庫などの古典日本文学などを読むようになり、読書の楽しみを知る。また、中学2年生のとき『ボートレース』と題する作文が校内雑誌に掲載された。寄席通いを好んだが、太平洋戦争下であり、補導員の目をかいくぐりながら、鈴本演芸場、人形町末広、神楽坂演芸場へ通った。肋膜炎や肺浸潤で欠席が多かったが、1945年（昭和20年）3月、戦時特例による繰上措置のため卒業できた。しかし教練の成績が悪かったため上級校に進学できず、予備校生活を送る。
1944年（昭和19年）に母が子宮癌で死去し、敗戦直後の1945年（昭和20年）12月に父が癌で死去する。1946年（昭和21年）、旧制学習院高等科文科甲類に合格するも、両親が亡くなったため将来の就職のことを考えて理科志望に転じ、学習院の入学式には出席せず、岡山市の第六高等学校理科を受験したが失敗、再び予備校に通学する。1947年（昭和22年）、旧制学習院高等科文科甲類に入学する。岩田九郎教授に師事して俳句を作る。
1948年（昭和23年）1月5日に喀血し、同年9月17日、東京大学医学部附属病院分院にて胸郭成形手術を受け、左胸部の肋骨5本を切除した。この大病がもとで旧制学習院高等科を中途退学する。療養生活を経て、1950年（昭和25年）4月、新制学習院大学文政学部文学科に入学する。文芸部に所属し、放送劇を書く。この頃から作家を志望するようになる。一方で部費捻出のために大学寄席を催し、古今亭志ん生を呼んで好評を博した。
1952年（昭和27年）、文芸部委員長になり、短篇を『學習院文藝』改称『赤繪』に発表する。川端康成や梶井基次郎に傾倒する。同年7月11日、岩田の紹介で他の文藝部員4人と先輩にあたる三島由紀夫に会い、河出書房版『仮面の告白』の署名入り単行本を贈られた。
創作に熱中して講義を受けなくなった上、必修科目である体育の単位を取るだけの体力がなく、さらに学費を長期滞納していたため、1953年（昭和28年）3月に大学を除籍となった。三兄の経営する紡績会社に入社するも、同年10月末に退社した（ただし大学については後に学費を追納した上で寄付金を納め、除籍ではなく中退扱いとなった）。11月5日、文芸部で知り合った北原節子（後年の小説家津村節子）と結婚する。

### 作家として
繊維関係の団体事務局に勤めながら、丹羽文雄主宰の同人誌『文学者』、小田仁二郎主宰の同人誌『Z』などに短篇を発表する。
1958年（昭和33年）2月、短篇集『青い骨』を自費出版する。6月、『週刊新潮』に短篇「密会」を発表して商業誌にデビューする。
1959年（昭和34年）1月、「鉄橋」が第40回芥川賞候補に、7月に「貝殻」が第41回芥川賞候補に、1962年（昭和37年）に「透明標本」が第46回芥川賞候補に、同年「石の微笑」が第47回芥川賞候補になるも受賞を果たせず、1965年（昭和40年）に妻の津村節子が受賞した。この間に、受賞の知らせを受けて自動車で駆けつけると間違いだったということが起きている（『私の文学漂流』より）。
1966年（昭和41年）に『星への旅』で第2回太宰治賞を受賞する。この年、長篇ドキュメント『戦艦武蔵』が『新潮』に一挙掲載されたことでようやく作家として立つことになった。1972年（昭和47年）、遣独潜水艦作戦を描いた『深海の使者』により第34回文藝春秋読者賞を受賞する。1973年（昭和48年）、『戦艦武蔵』『関東大震災』など一連のドキュメント作品で第21回菊池寛賞を受賞する。
1979年（昭和54年）、『ふぉん・しいほるとの娘』で吉川英治文学賞を受賞する。1985年（昭和60年）、『冷い夏、熱い夏』で毎日芸術賞を、『破獄』で讀賣文学賞および芸術選奨文部大臣賞を受賞する。1987年（昭和62年）、日本芸術院賞を受賞する。1994年（平成6年）、幕末に起きた天狗党の乱をテーマとした『天狗争乱』で大佛次郎賞を受賞する。1997年（平成9年）、日本芸術院会員になる。2003年（平成15年）には妻の津村節子も会員となっている。
日本文芸家協会理事、日本近代文学館理事、日本芸術院会員（1997年12月15日付発令）。2004年（平成16年）から2006年（平成18年）まで日本芸術院第二部長。
1999年（平成11年）、日本文藝家協会理事長の江藤淳の死去により、理事長代行に就任し、2000年（平成12年）まで務めた。

### 晩年
2005年（平成17年）春に舌癌と宣告され、さらにPET検査により膵臓癌も発見され、2006年（平成18年）2月には膵臓全摘の手術を受けた。退院後も短篇の推敲を続けたが、新たな原稿依頼には応えられなかった。同年7月30日夜、東京都三鷹市の自宅で療養中に、看病していた長女に「死ぬよ」と告げ、みずから点滴の管を抜き、次いで首の静脈に埋め込まれたカテーテルポートも引き抜き、数時間後の7月31日午前2時38分に死去。79歳だった。遺稿「死顔」は、『新潮』 2006年10月号に掲載された。墓所は新潟県南魚沼郡湯沢町の大野原墓苑。

## 作風
初期の作品は死をテーマにした緻密な光景描写の短編小説が多く、そのなかで『星への旅』は太宰治賞を受賞した。その後、『戦艦武蔵』がベストセラーとなり、歴史小説作家としての地位を確立した。歴史小説では、『戦艦武蔵』にも見られるように、地道な資料整理、現地調査、関係者のインタビューで、緻密なノンフィクション小説（記録小説）を書き、人物の主観的な感情表現を省く文体に特徴がある。NHKの『プロジェクトX〜挑戦者たち〜』をはじめ、TV番組の原作や題材に用いられることも多く、題材も江戸時代から現代（昭和中期）までの事象や人物を対象としていた。
また、海を題材にした歴史小説を多く書いており、徹底した史実調査を行っている。『戦艦武蔵』に端を発する、近代日本戦史を題材とした「戦記文学」というジャンルを確立したのは吉村であるとも言われており、史実と証言の徹底的な取材と検証、調査を基にした事実のみを描いていたが、1980年前後を最後として近代以前の歴史作品に軸を移すようになった。これを吉村は自筆年表で「多くの証言者の高齢化による死」を理由に挙げている。事実を見据えた実証的な作品が書けなくなったことで、戦史を書くことはなくなった。1980年以降に次々と発表されたものは、近代以前の俗に歴史ものと呼ばれる作品群であったが、磯田光一は「彼ほど史実にこだわる作家は今後現れないだろう」と言っており、フィクションを書くことを極力避け、江戸時代のある土地の特定年月日における天気までも旅商人の日記から調査して小説に盛り込む、ということまで行っている。ただ、『ふぉん・しいほるとの娘』に関しては余りに創作部分が多く、近年のシーボルト研究の中で現在は完全なるフィクション本として扱われている。また、『光る壁画』では、胃カメラ開発の実話に加えて主人公の私生活をフィクションとして書いたと「あとがき」に記されているが、実話や実名を使用している個所についても、史実と異なる内容が多く描かれている。
当時の文壇では珍しい速筆の作家としても知られていた。あるとき、吉村と池波正太郎が「ぼくたちはいつも原稿が早いので、それが当たり前になって編集者がありがたがってくれない」「そうそう、だから原稿料も安い」と話したことがある。担当編集者が締め切り日に彼の自宅に赴くと、完成した原稿が金庫の中に必ず用意されていた。

## 人物と没後の顕彰
学習院大学にて文芸部委員長を務めた際には、同人誌発行のため奔走した。同人誌の費用を賄うために落語研究会を発足させ、五代目古今亭志ん生らを招いて興行を行っていた。当初は学習院側から講堂の使用許可が下りなかったため、院長の安倍能成の自宅を訪ねて直談判し、使用許可を取り付けている。興行のチケットは文芸部の部員が販売したが、部員の一人が皇太子明仁親王にまでチケットを販売していたため、興行当日には明仁親王も観客として来場した（三代目春風亭柳好が『五人廻し』を口演している際にこれに気づき、「不敬罪にあたるのではないか」と動揺して途中で高座を降りてしまうという事態が発生している）。なお、日本の大学において落語研究会が設置されたのは、このときが初めてだとされる。
吉川英治文学賞、オール読物新人賞、大宅壮一ノンフィクション賞、新田次郎文学賞、太宰治賞、大佛次郎賞の選考委員を務めた。
病魔に侵された晩年を、いわゆる尊厳死の形で終えたことは関係者に大きな衝撃を与えた。夫人は「本人は考えた上でのことだろうが、家族にとっては突然のことだった」と振り返っている。
没後の2011年（平成23年）に発生した東日本大震災の後、『三陸海岸大津波』が再評価され、新たに多くの読者を獲得したことが話題となった。

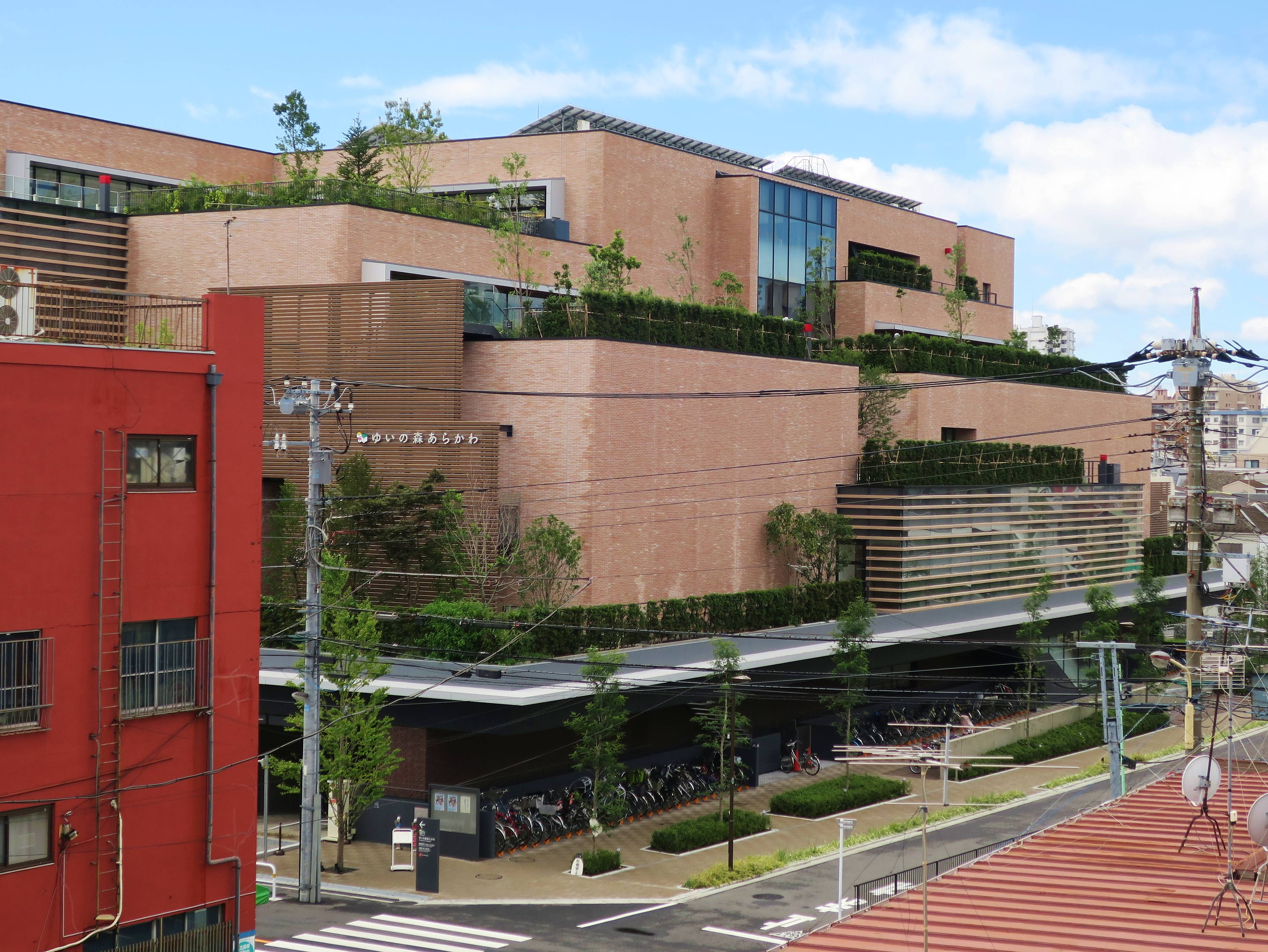
吉村昭記念文学館（東京都荒川区、ゆいの森あらかわ内）

出身地の荒川区は2017年（平成29年）3月26日、吉村昭記念文学館を備えた複合施設「ゆいの森あらかわ」を開設した。
吉村は1969年（昭和44年）から死去するまで、三鷹市（井の頭公園近く）に暮らした。吉村の没後、自宅の庭に離れとして建て、母屋から毎日「出勤」して執筆に励んでいた吉村の書斎（1978年〈昭和53年〉建築）・自筆原稿・蔵書、遺品が、津村節子らの遺族から三鷹市へ寄贈された。
2024年（令和6年）3月9日、三鷹市は吉村の書斎を移築復元した顕彰施設、三鷹市吉村昭書斎（外部リンク）を開館した。

## 家族・親族

### 吉村家
（駿河国富士郡比奈村（現在の静岡県富士市比奈）、東京府北豊島郡日暮里町（現在の東京都荒川区東日暮里）、東京都三鷹市）
安土桃山時代から江戸時代初期の武将福島正則の家臣吉村又右衛門宣充（のぶみつ）は吉村家の始祖と言い伝えられてきた。主家没落後、又右衛門は浪人になったものの、桑名藩主の松平定綱が彼を寛永20年（1643年）に名目は五千石、実質は一万石で招いた。吉村又右衛門宣充は慶安3年（1650年）に没し、桑名顕本寺に葬られた。今も顕本寺に墓があり、桑名市指定史跡となっている。その後の吉村家は本家、分家の二家系とも松平家の家老として代々勤めた。
福島正則は初代広島藩主であったが改易され、吉村昭の一族もその際、広島を去って富士山麓の比奈に定住したと言い伝えられてきた。ここに帰農して農耕に従事し、地方の豪族として村を治めた。長学寺所蔵の過去帳によれば初代は萬右衛門宗感、二代は萬右衛門理安、三代は萬右衛門久甫、四代は萬右衛門浄底、五代は萬右衛門、六代は権右衛門日儀、七代は権右衛門日持、八代は萬右衛門日宣、九代は権右衛門、十代は権右衛門、十一代は萬右衛門、十二代は権右衛門と続く。昭の父の隆策家は三代目の久甫の家から分家したものである。久甫には浄底、重兵衛、知恵の三兄妹があった。四代目を浄底が継いだ。知恵は二代目萬右衛門の三男利左衛門日行を婿養子に迎えて分家した。この利左衛門が隆策家の初代である。その後二代目から六代目までは利左衛門を引き継いで名乗った。七代目は儀左衛門、八代目は利八、九代目は昭の父隆策である。二代目の利左衛門、六代目の利左衛門、七代目の儀左衛門は養子で六代目と七代目は比奈の叔父吉村郡一家から養子にきた。
- 曽祖父・儀左衛門（豆腐屋、米屋[25]）

文政8年（1825年）生 - 慶応4年（1868年）8月没
家業の豆腐屋とともに米屋を営んでいたが、十七歳の時山で怪我をし足が不自由になった。店の前には豪農の渡辺家があり、儀左衛門はその米の取扱いをするようになった。慶応4年（1868年）8月、海辺の得意先に掛取りに出掛けた時、三人の暴漢に襲われ殺害された。吉村昭はこの曽祖父殺害の事実を調べるため静岡に出かけたが、詳細はわからなかったという。
- 曽祖母・えい（静岡県富士郡須津村中里、菊池氏の娘[25]）
- 祖父・利八[25]（米屋、玉子屋、乾物屋、綿屋[27]）

1903年（明治36年）2月没
利八は「其の人となり信義に厚く、商才に秀いで、苦境に処して屈せず卓論不羈の風格があった」。1903年（明治36年）2月24日、憲政本党の森田勇次郎をかついで衆議院議員の選挙に奔走していた利八は急死した。
- 祖母・てる（静岡県富士郡吉原町依田原、土屋豊次郎の妹[28]）

1939年（昭和14年）4月没
- 父・隆策[4]（実業家）

1891年（明治24年）2月生 - 1945年（昭和20年）12月没
吉村昭の少年時代、家は家父長と呼ばれる父親を中心に営まれた。その権威は絶対的なものだった。1901年（明治34年）4月町立沼津商業学校に入学した。あまり勉強好きではなかったようで、父利八の死後学校に行かなくなった。青少年時代の隆策は極道息子だった。母てるが甘やかして育てたせいといわれている。秘かに不動産の権利書を持ち出し、金に換え、遊興にふけった。隆策の酒と女と博打で吉村家は没落していった。「富士郡で一、二」といわれた製綿業者で、職人を三十人以上も使っていた家業は傾き、生まれ故郷を捨てることを決意した。このとき隆策25歳で、神奈川県横須賀市若松町に綿屋を開いたが、生活は貧しかった。五男敬吾が生まれて三ヵ月後に夜逃げをするように横須賀市を去り、東京府北豊島郡日暮里町の元金杉千百五番地の貸工場に落ち着いた。当時の日暮里は田畑のなかに点々と家屋が建っている新開地だった。綿の打直しの仕事はたくさんあった。1919年（大正8年）4月、田宮惣左衛門から百二十五坪の地所を借り、住宅十一坪五合、工場三十八坪、綿機三台、電動機一台を備えた家が新築された。「吉村製作所」の看板をかけた。1932年（昭和7年）からは日暮里町四丁目二番地で綿糸紡績業を営み、東洋商業学校を卒業した長男利男に管理させた。
- 母・きよじ（静岡県富士郡大宮町（現在の富士宮市宝町）、清亀次郎の長女[32]）

母の父亀次郎による母きよじへの躾は厳しく、祖父の躾は母を通じて吉村昭にも伝えられた。
- 兄

利男
1911年（明治44年）9月生 - 没
武夫（実業家・花嫁わた社長、郷土史家）「大江戸趣味風流名物くらべ」などの著書がある。
1912年（大正元年）12月生 - 2001年 没
英雄
1914年（大正3年）6月生 -
政司
1916年（大正5年）12月生 - 疫痢で生後八ヵ月足らずで亡くなる。
敬吾
1918年（大正7年）4月生 - 1941年（昭和16年）8月に戦死。
健造
留吉
1923年（大正12年）6月生 - 1923年（大正12年）6月没。留吉は誕生した日に亡くなる。
- 姉・富子[4]

1924年（大正13年）7月生 - 7歳の夏、疫痢にかかり亡くなる。
- 弟・隆[4]

- 1981年（昭和56年）8月没。末期の癌で亡くなる。その闘病録として執筆したのが『冷い夏、熱い夏』である。
- 妻・節子（松文産業の専務北原芳司の次女[40]、作家）

1928年（昭和3年）6月生 -
- 長男
- 長女

## 受賞等歴
- 1966年 『星への旅』で太宰治賞
- 1973年 『戦艦武蔵』『陸奥爆沈』『関東大震災』などで菊池寛賞、『深海の使者』で文藝春秋読者賞
- 1979年 『ふぉん・しぃほるとの娘』で吉川英治文学賞
- 1985年 『冷い夏、熱い夏』で毎日芸術賞、『破獄』で読売文学賞および芸術選奨文部大臣賞
- 1987年 作家としての業績で日本芸術院賞[41]
- 1992年 都民文化栄誉章、荒川区区民栄誉賞[42]
- 1994年 『天狗争乱』で大佛次郎賞
- 1997年 日本芸術院会員
- 2006年 死去に伴い従四位及び旭日中綬章
- ※1997年に第1回司馬遼太郎賞に選出されたが辞退（立花隆が受賞した）。

## 主な作品
- 『密会』（日活映画化 1959年／再刊　講談社、1974年、のち文庫化、新編『透明標本』学芸書林）
- 『少女架刑』（南北社 1963年）（翻訳：仏）（演劇化 2006年 仏）（演劇化 「諏訪会」2009年 日）
- 『孤独な噴水』（講談社 1964年 のち文庫、文春文庫）
- 『星への旅』（筑摩書房 1966年 のち新潮文庫）（太宰治賞）
- 『戦艦武蔵』（新潮社 1966年 のち文庫）（翻訳：英）
- 『水の葬列』（筑摩書房 1967年 のち新潮文庫）
- 『高熱隧道』（新潮社 1967年 のち文庫）
- 『海の奇蹟』（文藝春秋 1968年 のち角川文庫）
- 『大本営が震えた日』（新潮社 1968年 のち文庫）
- 『零式戦闘機』（新潮社 1968年 のち文庫）（翻訳：英）
- 『彩られた日々』（筑摩書房 1969年）
- 『神々の沈黙 心臓移植を追って』（朝日新聞社 1969年 のち角川文庫、文春文庫、『消えた鼓動』ちくま文庫）
- 『海の壁 三陸沿岸大津波』（中公新書 1970年）、新版『三陸海岸大津波』中公文庫、文春文庫
- 『戦艦武蔵ノート』（図書出版社 1970年 のち文春文庫、岩波現代文庫）
- 『陸奥爆沈』（新潮社 1970年 のち文庫）
- 『細菌』（講談社 1970年 のち文庫『蚤と爆弾』、文春文庫）※関東軍の細菌兵器を扱う
- 『空白の戦記』（新潮社 1970年 のち文庫）
- 『めっちゃ医者伝』（新潮少年文庫、1971年 『雪の花』文庫）※笠原良策を描く
- 『羆』（新潮社 1971年 のち文庫）
- 『鉄橋』（読売新聞社 1971年）
- 『逃亡』（文藝春秋 1971年 のち文庫）
- 『背中の勲章』（新潮社 1971年 のち文庫）
- 『密会』（講談社 1971年 のち文庫）
- 『日本医家伝』（講談社 1971年 のち文庫、中公文庫）
- 『精神的季節』（講談社 1971年）
- 『海の史劇』（新潮社 1972年 のち文庫）（日本海海戦）
- 『青い骨』（角川文庫 1972年）
- 『総員起シ』（文藝春秋 1971年 のち文庫）
- 『関東大震災』（文藝春秋 1973年 のち文庫 ISBN 416716941X）（菊池寛賞）
- 『深海の使者』（文藝春秋 1973年 のち文庫）[注釈 2]（文藝春秋読者賞）
- 『下弦の月』（毎日新聞社 1973年 のち文春文庫）
- 『海の鼠』（新潮社 1973年 『魚影の群れ』新潮文庫、ちくま文庫）
- 『冬の鷹』（毎日新聞社 1974年 のち新潮文庫）※前野良沢が主人公
- 『一家の主』（毎日新聞社 1974年 のち文春文庫、ちくま文庫）
- 『患者さん』（毎日新聞社 1974年 『お医者さん・患者さん』中公文庫）
- 『螢』（筑摩書房 1974年 のち中公文庫）
- 『北天の星』（講談社 1975年 のち文庫）※中川五郎治らを描く
- 『磔』（文藝春秋 1975年 のち文庫）
- 『海軍乙事件』（文藝春秋 1976年 のち文庫）
- 『漂流』（新潮社 1976年 のち文庫）※1981年に東宝映画化
- 『産業魂 対談茂木啓三郎の人と経営』（日本能率協会 1976年）
- 『赤い人』（筑摩書房 1977年 のち講談社文庫）
- 『羆嵐』（新潮社 1977年 のち文庫）※1980年に読売テレビ・東映ドラマ化、TBSラジオドラマ化
- 『亭主の家出』（文藝春秋 1977年3月 のち文庫）※1978年にテレビ朝日ドラマ化
- 『ふぉん・しいほるとの娘』（毎日新聞社 1978年 のち講談社文庫、新潮文庫）（吉川英治文学賞）（楠本イネを描く）
- 『海の絵巻』（新潮社 1978年4月 「鯨の絵巻」文庫）短編集
- 『帽子』（集英社 1978年9月 のち文春文庫、中公文庫）
- 『星と葬礼』（集英社文庫 1978年 のち文春文庫）
- 『遠い日の戦争』（新潮社 1978年10月 のち文庫）（翻訳：英/仏）※1980年にテレビ朝日ドラマ化
- 『白い遠景』（講談社 1979年2月 のち文庫）
- 『蟹の縦ばい』（毎日新聞社 1979年9月 のち中公文庫）
- 『熊撃ち』（筑摩書房 1979年9月 のち文庫、文春文庫）
- 『月夜の魚』（角川書店 1979年8月 のち中公文庫）
- 『ポーツマスの旗』（新潮社 1979年12月 のち文庫）※1981年にNHKドラマ化
- 『海も暮れきる』（講談社 1980年3月 のち文庫）※1986年にNHKドラマ化、尾崎放哉を描く
- 『冬の海 私の北海道取材紀行』（筑摩書房 1980年5月）
- 『虹の翼』（文藝春秋 1980年9月 のち文庫）※二宮忠八を描く
- 『炎のなかの休暇』（新潮社 1981年2月 のち文庫）（自伝的連作小説集）
- 『歴史の影絵』（中央公論社 1981年2月 のち文庫、文春文庫）
- 『実を申すと』（文化出版局 1981年3月 のちちくま文庫）
- 『光る壁画』（新潮社 1981年5月 のち文庫）
- 『戦史の証言者たち』（毎日新聞社 1981年9月 のち文春文庫、文春学藝ライブラリー）
- 『破船』（筑摩書房 1982年2月 のち新潮文庫）（翻訳：英Shipwrecks/仏語/オランダ語/ドイツ語/ポーランド語/ヘブライ語/ポルトガル語）
- 『遅れた時計』（毎日新聞社 1982年4月 のち中公文庫）
- 『陸軍二等兵比嘉真一』（筑摩書房 1982年6月）、新版『殉国 陸軍二等兵比嘉真一』集英社文庫、文春文庫 新版2020年
- 『脱出』（新潮社 1982年7月 のち文庫）
- 『間宮林蔵』（講談社 1982年9月 のち文庫）
- 『月下美人』（講談社 1983年8月 のち文庫、文春文庫）
- 『破獄』（岩波書店 1983年 のち新潮文庫）（読売文学賞 芸術選奨文部大臣賞）（NHKドラマ、1985年4月6日）
- 『冷い夏、熱い夏』（新潮社 1984年7月 のち文庫）（毎日芸術賞）
- 『長英逃亡』（毎日新聞社 1984年9月 のち新潮文庫）
- 『秋の街』（文藝春秋 1984年11月 のち文庫、中公文庫）
- 『東京の下町』（文藝春秋 1985年7月 のち文庫）
- 『花渡る海』（中央公論社 1985年11月 のち文庫）※水主久蔵を描く
- 『海の祭礼』（文藝春秋 1986年10月 のち文庫）※ラナルド・マクドナルドを描く
- 『万年筆の旅』（文春文庫、1986年）
- 『闇を裂く道』（文藝春秋 1987年　のち文庫）※丹那トンネル開鑿を描く
- 『蜜蜂乱舞』（新潮文庫 1987年）※1988年に松竹『童謡物語』として映画化)
- 『仮釈放』（新潮社 1988年4月 のち文庫）（翻訳：英/仏/独）
- 『帰艦セズ』（文藝春秋 1988年7月 のち文庫）
- 『海馬（トド）』（新潮社 1989年1月 のち文庫）（収録作『闇にひらめく』に別長編『仮釈放』の一部を加味して1997年5月『うなぎ』の題で映画化）
- 『旅行鞄のなか』（毎日新聞社 1989年6月 のち文春文庫）
- 『死のある風景』（文藝春秋 1989年 のち文庫）
- 『メロンと鳩』（講談社文庫 1989年 のち文春文庫）
- 『桜田門外ノ変』（新潮社 1990年8月 のち文庫）（映画化、2010年10月）
- 『月夜の記憶』（講談社文庫 1990年）
- 『幕府軍艦「回天」始末』（文藝春秋 1990年12月 のち文庫）
- 『史実を追う旅』（文春文庫 1991年）
- 『白い航跡』（講談社 1991年4月 のち文庫）高木兼寛を描く
- 『黒船』（中央公論社 1991年9月 のち文庫）
- 『平家物語』（少年少女古典文学館）（講談社 1992年）
- 『私の文学漂流』（新潮社 1992年11月 のち文庫、ちくま文庫）
- 『私の引出し』（文藝春秋 1993年3月 のち文庫）
- 『法師蝉』（新潮社 1993年7月 のち文庫）短編集
- 『ニコライ遭難』（岩波書店 1993年9月 のち新潮文庫）（翻訳：露）※大津事件を描く
- 『昭和歳時記』（文藝春秋 1993年11月 のち文庫）
- 『天狗争乱』（朝日新聞社 1994年5月 のち朝日文庫、新潮文庫）（大佛次郎賞）水戸天狗党の乱を描く
- 『再婚』（角川書店 1995年3月 のち文庫）
- 『プリズンの満月』（新潮社 1995年6月 のち文庫）
- 『記憶よ語れ』（作品社 1995年8月）
- 『彦九郎山河』（文藝春秋 1995年 のち文庫）
- 『落日の宴 勘定奉行川路聖謨』（講談社 1996年 のち文庫）
- 『街のはなし』（文藝春秋 1996年9月 のち文庫）
- 『朱の丸御用船』（文藝春秋 1997年6月 のち文庫）
- 『遠い幻影』（文藝春秋 1998年1月 のち文庫）短編集
- 『わたしの流儀』（新潮社 1998年5月 のち文庫）
- 『史実を歩く』（文春新書 1998年10月 のち文庫）
- 『生麦事件』（新潮社 1998年9月 のち文庫）
- 『碇星』（中央公論新社 1999年2月 のち文庫）短編集
- 『天に遊ぶ』（新潮社 1999年5月 のち文庫）掌編小説集
- 『わが心の小説家たち』（平凡社新書 1999年）
- 『アメリカ彦蔵』（読売新聞社 1999年10月 のち新潮文庫）（翻訳：英）
- 『夜明けの雷鳴 医師高松凌雲』（文藝春秋 2000年1月 のち文庫）
- 『島抜け』（新潮社 2000年8月 のち文庫）中編集
- 『私の好きな悪い癖』（講談社 2000年10月 のち文庫）
- 『敵討』（新潮社 2001年2月 のち文庫 ISBN 978-4103242291）
- 『東京の戦争』（筑摩書房 2001年7月 のち文庫）
- 『見えない橋』（文藝春秋 2002年7月 のち文庫）短編集
- 『大黒屋光太夫』（毎日新聞社 2003年2月 のち新潮文庫）
- 『縁起のいい客』（文藝春秋 2003年1月 のち文庫）エッセイ集
- 『漂流記の魅力』（新潮新書 2003年）
- 『事物はじまりの物語』（ちくまプリマー新書 2005年）
  - 事物はじまりの物語/旅行鞄のなか （ちくま文庫 2014年）- 両著を合本
- 『暁の旅人』（講談社 2005年4月 のち文庫）松本良順を描く
- 『彰義隊』（朝日新聞社 2005年11月 のち新潮文庫）
- 『わたしの普段着』（新潮社、2005年 のち文庫）

以下は没後刊行
- 『死顔』（新潮社 2006年11月 のち文庫）
- 『回り灯籠』（筑摩書房 2006年12月　のち文庫）
- 『ひとり旅』（文藝春秋 2007年7月　のち文庫）
- 『炎天』（津村節子編、筑摩書房 2009年7月） 句集とエッセイ
- 『歴史を記録する』（河出書房新社 2007年12月） 対談集
- 『時代の声、史料の声』（河出書房新社 2010年4月） 対談集
- 『真昼の花火』（河出書房新社 2010年2月） 未刊行小説4編
- 『吉村昭自選初期短篇集』（中公文庫 全2巻、2018年）
- 『冬の道　吉村昭自選中期短篇集』（池上冬樹編、中公文庫 2021年3月）
- 『花火　吉村昭後期短篇集』（池上冬樹編、中公文庫 2021年5月）
- 『わたしの取材余話』（河出書房新社 2009年2月）- ※以下は単行本未収録エッセイ
- 『味を訪ねて』（河出書房新社 2009年2月／のち「味を追う旅」 河出文庫）
- 『七十五度目の長崎行き』（河出書房新社 2009年8月　のち文庫）
- 『白い道』（岩波書店 2010年7月　のち岩波現代文庫）
- 『その人の想い出』（河出書房新社 2010年10月）
- 『履歴書代わりに』（河出書房新社 2011年6月）
- 『人生の観察』（河出書房新社 2014年1月）

### 作品集
- 『新潮現代文学66 吉村昭』（新潮社、1980年）- 「戦艦武蔵」「冬の鷹」「星への旅」
- 『日本歴史文学館33 吉村昭』（講談社、1987年）- 「海の史劇」「ポーツマスの旗」
- 『吉村昭自選作品集』全15巻別巻1 （新潮社、1990年-1992年）

1. 短篇小説I
2. 記録文学I（戦艦武蔵 / 陸奥爆沈 / 艦首切断 / 顛覆）
3. 記録文学II（背中の勲章 / 逃亡 / 海の柩 / 総員起シ）
4. 記録文学III（深海の使者 / 烏の浜 / 海軍乙事件）
5. 記録文学IV（高熱遂道 / 赤い人 / 船長泣く / 焔髪）
6. 歴史文学I（海の史劇）
7. 歴史文学II（ポーツマスの旗 / 破船）
8. 歴史文学III（長英逃亡）
9. 歴史文学IV（海の祭礼 / 磔 / コロリ / 欠けた椀）
10. 伝記文学（冬の鷹 / 海も暮れきる）
11. 動物文学（羆嵐 / ハタハタ / 羆 / 海の鼠 / 魚影の群れ / 海馬（トド））
12. 長篇小説I（遠い日の戦争 / 破獄）
13. 長篇小説II（冷い夏 熱い夏 / 仮釈放）
14. 短篇小説II
15. 短篇小説III

別巻. エッセイ・資料
- 『吉村昭 歴史小説集成』全8巻（岩波書店、2009年） - 幕末・明治維新期の作品を収録

1. 桜田門外ノ変 / 生麦事件
2. 天狗争乱 / 彰義隊 / 幕府軍艦「回天」始末
3. 彦九郎山河 / 長英逃亡
4. 落日の宴 / 黒船 / 洋船建造 / 敵討
5. 大黒屋光太夫 / アメリカ彦蔵
6. ふぉん・しいほるとの娘
7. 冬の鷹 / 夜明けの雷鳴 / 暁の旅人 / 雪の花 / 梅の刺青
8. ニコライ遭難 / ポーツマスの旗 / 白い航跡

- 『吉村昭 昭和の戦争』全6巻（新潮社、2015年） - 語注付き

1. 開戦前夜に（零式戦闘機 / 大本営が震えた日 / 他）
2. 武蔵と陸奥と（戦艦武蔵 / 陸奥爆沈 / 他）
3. 秘められた史実へ（深海の使者 / 海軍乙事件 / 他）
4. 彼らだけの戦場が（逃亡 / 背中の勲章 / 珊瑚礁 / 他）
5. 沖縄そして北海道で（殉国 / 脱出 / 手首の記憶 / 他）
6. 終戦の後も（遠い日の戦争 / プリズンの満月 / 他）

## 映像・音声化作品

### 映画
- 密会（日活、1959年、主演 桂木洋子）
- 漂流（東宝、1981年、主演 北大路欣也）
- 魚影の群れ（松竹富士、1983年、主演 緒形拳）
- 蜜蜂乱舞（映画化タイトル『童謡物語』、松竹、1988年、主演 井川比佐志）
- 闇にひらめく 〔短編集「海馬（トド）」収録〕（映画化タイトル『うなぎ』、松竹、1997年、主演 役所広司）（同年、カンヌ国際映画祭でパルムドールを受賞）
- 休暇〔短編集『蛍』収録〕（リトルバード、2008年2月、主演 小林薫）
- 桜田門外ノ変 （東映、2010年、主演 大沢たかお）
- 雪の花 -ともに在りて- （松竹、2025年、主演 松坂桃李）

### テレビドラマ
- 一家の主（年代不明）
- 亭主の家出（九州朝日放送、1978年10月2日 - 1979年3月26日、主演 小林桂樹）
- 遠い日の戦争（テレビ朝日、1979年9月3日、主演 小林薫）
- ポーツマスの旗（NHK、1981年12月5日・12日、主演 石坂浩二）
- 破獄（NHK、1985年4月6日、主演 緒形拳[注釈 3]）
- 海も暮れきる（NHK、1986年1月5日、主演 橋爪功）
- 下弦の月―鬼熊事件―（NTV火曜サスペンス劇場、1990年3月27日、主演 火野正平）
- 動く壁（フジテレビ、1994年1月21日、主演 緒形拳）
- 最後の仇討 〔短編集『敵討』収録〕（テレビ朝日、2011年2月26日、主演 藤原竜也) ）
- 光る壁画（テレビ朝日、2011年10月1日、主演 佐藤隆太）
- 破獄（テレビ東京、2017年4月12日、主演 ビートたけし[注釈 4]）

### ラジオドラマ
- 羆嵐（TBSラジオ、1980年、主演・高倉健）
- 光る壁画（NHKラジオ第1放送、1984年11月23日、主演・榎木孝明）[44]
- 大黒屋光太夫（NHK-FM放送、2003年8月23日、主演・渡辺謙）[45]

### 音声記録
- 『吉村昭講演録 私の史実探究』（日本音声保存、2013年3月／エニー 2015年3月）
  - 新潮社、文藝春秋、日本近代文学館（夏の文学教室）の講演録。
  - 『桜田門外ノ変』『生麦事件』『幕府軍艦「回天」始末』『陸奥爆沈』『総員起シ』『深海の使者』『敵討』など自作の執筆・取材秘話から森鷗外への敬慕、『戦艦武蔵』執筆動機の根本までを語る。

### 関連映像DVD
- 『小説家 吉村昭』荒川区吉村昭記念文学館、2017年[46]